# Euagathis pulcha
Euagathis pulcha är en stekelart som beskrevs av Szepligeti 1902. Euagathis pulcha ingår i släktet Euagathis och familjen bracksteklar. Inga underarter finns listade i Catalogue of Life.